# Joseph-Charles de Blézer
Joseph-Charles de Blézer né à Gand (Belgique) le 1er mars 1828 et mort le 15 septembre 1884 à Gentilly (Val-de-Marne) est un sculpteur français d'origine belge.

## Biographie
Joseph-Charles de Blézer est né à Gand (Belgique). Il vint à Paris où il se fit naturaliser français en 1870. Il fut élève d'Auguste Clésinger et entra aux Beaux-Arts de Paris. Ses études terminées, il débuta au Salon de 1870. Il exposa pour la dernière fois en 1881, époque où il demeurait à Paris au 137, rue du Faubourg-Saint-Denis. 

## Œuvres
- John Brown. Buste colossal en plâtre. Salon de 1870 (n° 4278).
- Le Malin. Statuette en terre cuite. Salon de 1875 (n° 2880).
- Le Serment du laboureur. Statue en plâtre. Salon de 1877 (n° 3600).
- Portrait de M. A. Bouvier. Statue en plâtre. Salon de 1879 (n° 4808).
- Feu M. Lemarchand. Buste en marbre. Salon de 1879 (n° 4809). Ce buste appartenait à M. Lemarchand fils.
- Le Professeur Brunnet. Buste en plâtre. Salon de 1880 (n° 6110).
- L'Espérance. Statue en plâtre. Salon de 1881 (n° 3635).
- Mlle A. M... Buste en plâtre. Salon de 1881 (n°3636).